# Lex & Klatten
Lex & Klatten var en dansk komediegruppe, der bestod af skuespillerne Hella Joof, Paprika Steen, Martin Brygmann og Peter Frödin. Gruppen havde optrådt sammen siden 1992 under navnet Guds blinde øje.
Lex & Klatten udgav i oktober 1997 et album af samme navn, der fik prisen som Årets danske entertainment udgivelse ved Dansk Grammy 1998. Albummet modtog guld for 25.000 solgte eksemplarer.
De fire stod selv for både idé, musik og tekst til et ugentligt tv-show på TV 2 i 1997, der udover sketches og en sort-hvid føljeton bestod af musikvideoer. Musikken var skrevet af Martin Brygmann og produceret af bl.a. Nikolaj Steen, Stig Kreutzfeldt og Jonas Krag. Mange af sangene blev udgivet af Medley Records og blev store hits, bl.a. "For kendt" og "Rørvig". Programmet bestod oprindeligt af seks afsnit, og havde premiere den 8. november 1997.
Martin Brygmann, Peter Frödin og Hella Joof lavede efterfølgende et satireprogram under navnet Det Brune Punktum om søndagen på P3, der havde premiere den 8. februar 1998.
Programmerne fra Lex & Klatten udkom på VHS i 1998, og på DVD i 2003. I 2013 udkom alle ni afsnit for første gang på dobbelt-DVD.

## Diskografi
- Lex & Klatten (1997)